# زكريا بن آدم الأشعري القمي
أَبُو يَحْيَىٰ زَكَرِيَّا بْنُ آدَمَ بْنِ عَبْدِ اللهِ الْأَشْعَرِيُّ الْقُمِّيُّ (القرن الثاني الهجري / القرن الثامن - ق. 204 و220 هـ / 819 و835م). هو من كبار رواة الحديث وأعلام الشيعة الإمامية في القرن الثالث الهجري، ومن أسرة الأشاعرة القميين، وهي أسرة عربية من قبيلة الأزد اليمنية، وكان لها دور بارز في نشر التشيع في مدينة قم. وكان من أصحاب جعفر بن محمد الصادق. وروى عن موسى بن جعفر الكاظم، وعلي بن موسى الرضا، ومحمد الجواد.

## نسبه
هو: أبو يحيى زكريا بن آدم بن عبد الله بن سعد بن مالك بن عامر بن هانئ بن خفاف بن كلثوم بن قرعب بن زفر بن زحران بن ناجية بن الجماهر بن الأشعر.
من «آل الأشعري» الذين هاجروا من الكوفة إلى قم. والده آدم بن عبد الله بن سعد الأشعري، واعتبره الشيخ الطوسي من أصحاب جعفر الصادق. وقد روى آدم بن عبد الله حديث علي الرضا عن ابنه زكريا.
وكان أخوه إسحاق بن آدم من رواة علي الرضا،، وكان ابن عمه زكريا بن إدريس من رواة جعفر الصادق، وموسى الكاظم وعلي الرضا.

## موقعه مع أئمة الشيعة

### جعفر الصادقوموسى الكاظم
وقد اعتبر الشيخ الطوسي زكريا بن آدم الأشعري قمي من رفاق جعفر الصادق، ولم يسمه أحد من مصادر علماء الإسلام بأحد أصحاب موسى الكاظم، ولكنه ورد ذكره بين رواة هذا الإمام.

### وكيلعلي الرضا
كما اعتبر الشيخ الطوسي زكريا بن آدم الأشعري قمي من رفاق علي الرضا. وبحسب بعض الروايات، أحال علي الرضا الناس إلى زكريا بن آدم في أمور الدين، وعرّف عليه بالثقة في أمور الدين والدنيا. حصل على أموال الدين لأهل قم كوكيل للإمام. في رحلة حج من المدينة المنورة إلى مكة، سافر زكريا بن آدم مع علي الرضا.
وفي الرواية، قال زكريا بن آدم لعلي الرضا: «أريد أن أترك أهلي لأن الحمقى والجهلاء قد كثروا بينهم».فقال له الإمام: «يا زكريا لا تفعل هذا ولا تهاجر من قم بوجودك الله يزيل البلاء عن أهلك (في صيغة أخرى: من أهل قم) بسببك كما هو.يزيل البلاء عن أهل بغداد بسبب أبي موسى الكاظم».

### وكيلمحمد الجواد
كما يعتبر زكريا بن آدم من بين أصحاب محمد الجواد. وبحسب رواية كتاب رجال الكشي، فهو وكيل الإمام التاسع للشيعة في قم.

## مؤلفات تنسب له
وقد نسبت مصادر علماء الإسلام كتاباً وسلسلة مسائل إلى زكريا بن آدم رويت بطرق مختلفة.والظاهر أن هذه المجموعة من القضايا كانت أسئلة زكريا بن آدم من علي الرضا:
- مسائل من الرضا .[21]
- كتاب الحديث.[22]

وقد روى (نقل) نحو أربعين حديثاً (مع وسطاء أو بدون وسطاء) عن الأئمة.

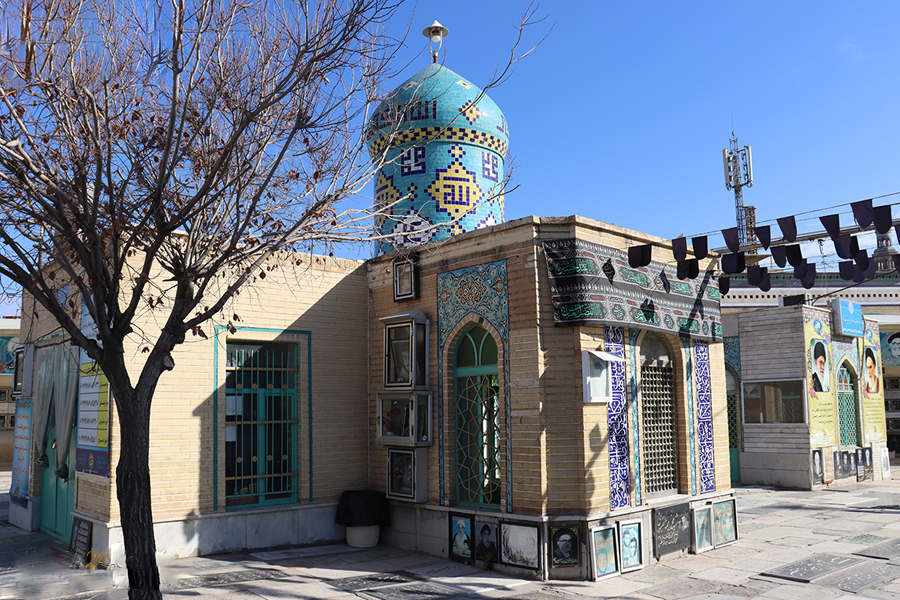
مقبرة زكريا بن آدم الأشعري قمي، مقبرة شيخان، قم، إيران.

## وفاته
قال البعض إن تاريخ وفاة زكريا بن آدم كان ما بين 819 و835م (بين 204 و220 هـ) وفي نفس الوقت مع ولادة محمد الجواد. وذكر آخرون وفاة زكريا بن آدم في حياة محمد الجواد.
يقع قبره في قم بمقبرة شيخان بالقرب من العتبة الفاطمية.

## روابط خارجية
- تقرير مصور: قبر زكريا بن آدم في مقبرة شيخان في قم
- الوحي والتزوير: كتاب القراءات لأحمد ب.محمد آل...- كتب جوجل
- الفصل الثاني عشر: أصحابه ورواة حديثه - سيرة الإمام علي بن موسى الرضا - Al-Islam.org